# 道尔吉仁钦
道尔吉仁钦（1947年—），蒙古族，内蒙古人，中国曲艺家，一级演员，中国曲艺家协会原副主席，楚拉嘎好来宝创始人。